# Drapeau rom
 (mars 2009).
Si vous disposez d'ouvrages ou d'articles de référence ou si vous connaissez des sites web de qualité traitant du thème abordé ici, merci de compléter l'article en donnant les références utiles à sa vérifiabilité et en les liant à la section « Notes et références ».

Le drapeau des Roms.

Le drapeau rom est le drapeau du peuple rom.
Le peuple rom est un ensemble de populations dont les ancêtres seraient originaires du nord-ouest du sous-continent indien et constituant des minorités dans de nombreux pays situés entre l'Inde et l'Atlantique (voire en Amérique du Nord). Ces populations sont connues aujourd'hui sous les noms de Gitans, Tsiganes, Manouches, Romanichels, Bohémiens, Sinté ou parfois Gens du voyage (bien que cette dernière dénomination ne soit pas réservée aux Roms).

## Historique
À la suite du congrès de l’Union rom internationale (URI), à Londres, qui essaye de fédérer et de représenter les Roms au niveau international, l'URI a adopté en 1971 le drapeau rom, qui a pour principale originalité de représenter un peuple, et non un pays, c'est-à-dire un État situé géographiquement et exactement par des frontières officielles.

## Symbolique du drapeau
La roue – en romani/sanskrit/hindi la « chakra » – à 16 rayons, symbolise la route, le voyage, la roulotte , mais aussi, et surtout, les origines indiennes de certains groupes Roms, vers le Rajasthan actuel.
La couleur bleue symbolise le ciel, la liberté, les valeurs spirituelles roms.
La couleur verte, hymne à la nature, au progrès, à la fertilité, aux valeurs matérielles.